# Яблонская, Марианна Викторовна
Мариа́нна Ви́кторовна Ябло́нская (9 февраля 1938, Ленинград, СССР — 10 ноября 1980, Москва, СССР) — советская театральная актриса, режиссёр и писатель.

## Биография
Марианна Яблонская родилась в Ленинграде 9 февраля 1938 года в семье актёров. Непрямой потомок Софьи Боборыкиной, жены Петра Боборыкина (писателя, журналиста, автора романа «Китай-город»). Отец, Виктор Петрович Яблонский, был актёром второй студии МХАТа и актёром Ленфильма. Мать, Евгения Александровна Ницца — актриса, дочь Ница, Александр Фёдорович. Родители и старшая сестра погибли в 1941—1942 годах во время Великой Отечественной войны. Раннее детство прошло в блокадном Ленинграде, воспитывалась в детдоме. Впоследствии её удочерила мачеха Вера Викторовна Гольцева, вторая жена отца Виктора Яблонского, дочь известного писателя и публициста Виктора Гольцева.
В 1955—1959 гг. Яблонская окончила Ленинградский театральный институт имени А. Н. Островского (1959). Ещё студенткой была зачислена в Ленинградского театра им. Ленсовета, где сыграла ряд главных ролей в советских и зарубежных пьесах. Училась и работала с Сергеем Юрским, Георгием Степановичем Жженовым, Варварой Шабалиной.
Затем Яблонская работала в Центральном Детском Театре и в театре им. Маяковского (роль Негиной в пьесе «Таланты и поклонники» в постановке народной артистки СССР М. Кнебель).
В 1971—1975 гг окончила режиссёрский факультет театрального училища им. Б. В. Щукина. В Москве осуществила несколько постановок, работала режиссёром театра МГУ им. Ломоносова.
Яблонская писала всю жизнь, и только незадолго до смерти попыталась систематизировать написанное. Автор одиннадцати пьес (три из них не закончены), и трех сборников рассказов и пьес: «Лето Кончилось», «Фокусы» (издательство «Советский Писатель», 1984 год), и «Сдаешься?» (2016 год). При жизни не издавалась/ только одна короткая сказка «Дым» вышла в альманахе «Сибирь» в 1972 году. С произведениями М. Яблонской были хорошо знакомы писатели Юрий Нагибин, Игорь Жданов, Виктор Конецкий, критики В. Сурганов, А. Свободин, драматург Л. Петрушевская, режиссёры Сергей Юрский, Петр Наумович Фоменко. Сергей Юрский написал предисловие к сборникам рассказов Яблонской «Фокусы» и к книге пьес и рассказов «Сдаешься?», а также устраивал читки её пьес и рассказов.
Одна из наиболее известных пьес, «Плюшевая обезьяна в детской кроватке» или «Роль» была поставлена Вячеславом Долгачевым в 1984 году в Московском театре им. H. Гоголя. (В главной роли актрисы Алисы Флоринской — народная артистка России Светлана Брагарник). Спектакль был признан лучшим дебютом на московской сцене в 1988 году.
Марианна Яблонская скончалась в возрасте 42 лет от инсульта. Похоронена на Ваганьковском кладбище в Москве. Наследница — дочь, кинорежиссёр-документалист — Марианна Яровская.

## Творчество

### Книги
- «Фокусы»: Рассказы/ Марианна Яблонская, 216 с ил. 20 см, «Советский Писатель», 1984 30,000 copies, ISBN
- «Лето кончилось»: Рассказы, пьеса/ Марианна Яблонская [Послесл. Сергея Юрского]. «Советский Писатель/ Олимп», 1992, 339 стр., ISBN 5-265-02498-0;
- «Сдаешься?»: Повести, рассказы, пьесы/ Марианна Яблонская [Статьи Юрия Нагибина, Сергея Юрского, Марианны Яровской]. «Рипол Классик», 2016. ISBN 538608965X.

### Пьесы
- «Плюшевая обезьяна в детской кроватке» или «Роль»[9]. Опубликована в альманахе «Современная Драматургия», № 2, 1986 г.
- «Рентген», издано ВААП
- «Пьеса»
- «Давайте разденем ёлку», издано ВААП
- «Оптимальная невеста»
- «Ожог»
- «Мать и девушка („Очередь“)»
- «Черный апрель (или Прочь от него вперед по улице)»
- «Список»